# San Marcos Oacatzingo
San Marcos Oacatzingo är en ort i Mexiko.   Den ligger i kommunen Mártir de Cuilapan och delstaten Guerrero, i den södra delen av landet, 170 km söder om huvudstaden Mexico City. San Marcos Oacatzingo ligger 501 meter över havet och antalet invånare är 606.
Terrängen runt San Marcos Oacatzingo är huvudsakligen lite bergig. San Marcos Oacatzingo ligger nere i en dal. Runt San Marcos Oacatzingo är det ganska glesbefolkat, med 31 invånare per kvadratkilometer. Närmaste större samhälle är San Agustín Oapan, 5,0 km öster om San Marcos Oacatzingo. I omgivningarna runt San Marcos Oacatzingo växer huvudsakligen savannskog.